# Kasteel van Český Krumlov
Kasteel van Český Krumlov (Tsjechisch: Státní hrad a zámek Český Krumlov en Duits: Schloss Krumau) is een kasteel in Český Krumlov in de regio Zuid-Bohemen in Tsjechië.
Het kasteel werd in de 13e eeuw gebouwd door de heren van Krumlov, die behoorden tot de adellijke familie Vítkovci. In 1302 kwam de burcht in het bezit van de familie Rosenbergs (Rožmberks).
Tijdens het bewind van Vilém van Rosenberg werd het gotische kasteel door Italiaanse bouwkundigen verbouwd tot een renaissancistisch verblijf. In de 17e eeuw volgden nog enkele verbouwingen in de barokstijl, waarbij ook een barokke kasteeltuin werd aangelegd.
Josef Adam van Schwarzenberg liet de spiegel- en maskeradezaal opnieuw aanpassen met rococoschilderingen van Josef Lederer. Het bij het kasteel behorende Eggenbergs theater en het lustslot Bellarie in de kasteeltuin werden destijds verbouwd. Daarnaast kwam een collectie van Weense kunstschilders, theaterkostuums en rekwisieten uit de 18e eeuw.
In 1900 maakte Adolf Josef van Schwarzenberg de Schwarzenbergse representatiezalen toegankelijk voor het publiek. In 1940 werd het kasteel geconfisqueerd door de Gestapo. Na de Tweede Wereldoorlog werd het staatseigendom. Het kasteel van Český Krumlov staat sinds 1992 op de Werelderfgoedlijst van UNESCO.